# 庶女星
庶女星（163 Erigone）是由法国天文学家亨利·约瑟夫·阿纳斯塔斯·佩罗坦于1876年4月26日在法国图卢兹发现的主带小行星。
小行星163以希腊神话中的厄里戈涅命名。希腊神话有两个厄里戈涅，一个是阿伽门农的妻子克吕泰涅斯特拉和情夫埃癸斯托斯所生的女儿，一个是来自雅典的伊卡罗斯的女儿。现在不清楚是以哪个厄里戈涅命名，但中文名稱翻譯為「庶女星」應是指前者。

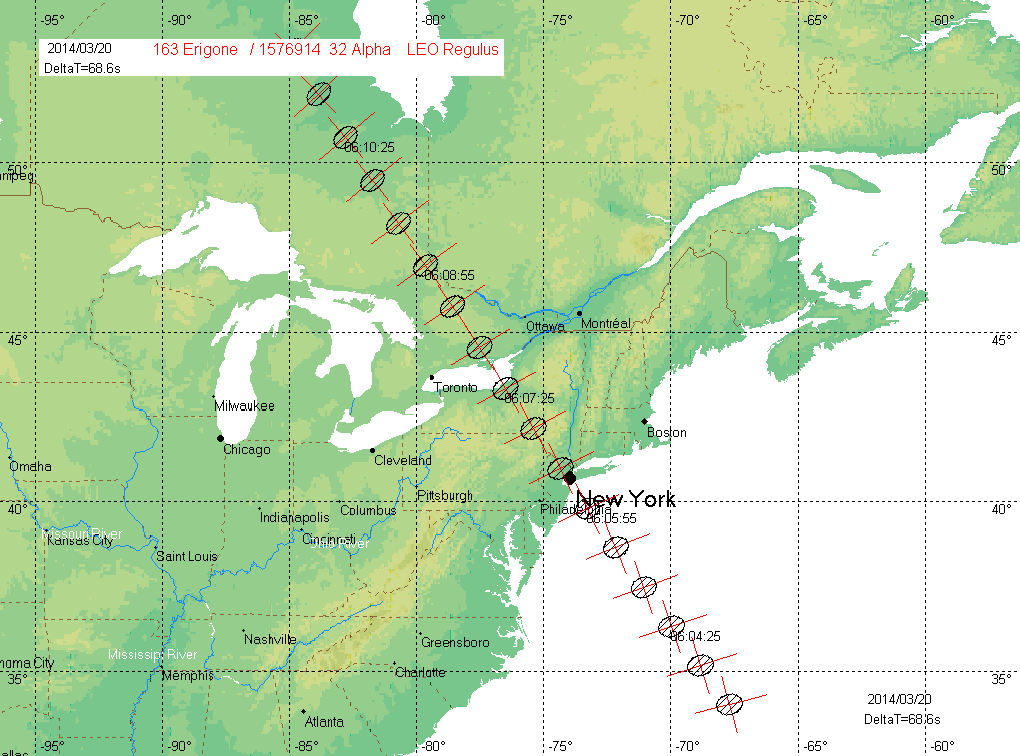
2014年3月20日可以看到小行星163掩轩辕十四的地点

2014年3月20日，将会发生小行星163掩狮子座一等亮星轩辕十四的天象。这次掩星将发生在美国和加拿大东海岸的部分地区，包括纽约等城市都可以看到这次天象。